# Karbi Anglong
Karbi Anglong (Assamesisch: কাৰ্বি আংলং Kārbi Āṃlaṃ [ˈkarbi ˈaŋlɔŋ]; bis 1976 Mikir Hills) ist ein Distrikt im indischen Bundesstaat Assam. Verwaltungssitz ist die Stadt Diphu. Karbi Anglong gehört zu den von den sogenannten Stammesvölkern (tribals) besiedelten Teilen Assams: Mehr als die Hälfte der Einwohner des Distrikts sind Angehörige der indigenen Bevölkerung, hauptsächlich Karbi, daneben Dimasa und Garo. Aufgrund dessen besitzt Karbi Anglong den Status eines autonomen Distrikts.

## Geografie
Der Distrikt Karbi Anglong war mit 10.434 Quadratkilometern der flächengrößte Distrikt Assams. Er umfasst die Berggebiete südlich der Brahmaputra-Ebene und besteht aus zwei nicht miteinander verbundenen Teilen: Einen größeren östlichen Teil bestehend aus den drei Kreisen (circles) Diphu, Phuloni und Silonjian sowie einen kleineren westlichen Teil bestehend aus dem Kreis Donka. Die beiden Teile des Distrikts werden durch die zum Distrikt Nagaon gehörige Flussebene des Kolong, eines Nebenflusses des Brahmaputra, voneinander getrennt.
Seit der Abspaltung des Zillas Donka (heute Distrikt West Karbi Anglong) im Jahr 2015 hat der Distrikt eine Fläche von 7.324 Quadratkilometern.
Der gesamte Distrikt ist hügelig und zu großen Teilen dicht bewaldet, abgesehen von einigen Streifen flachen Landes entlang der Flüsse. Der höchste Berg ist der Singhason mit 1360 Metern über dem Meeresspiegel. 85 Prozent des Distriktgebiets werden von Wäldern bedeckt. In und zwischen den Tälern der Flüsse Kopili, Jamuna und Dhansiri beträgt die Höhe 75–250 Meter. Die Hügel nördlich Zumding bilden die Wasserscheide zwischen diesen. Entwässert wird nach Norden in den Brahmaputra. Die größten Flüsse sind der Kopili und Dhansiri. Sie speisen sich aus den Abflüssen der Naga Hills und des Barail-Gebirgszuges.
Karbi Anglong grenzt an die Distrikte Dima Hasao im Südwesten, Nagaon im Westen, Golaghat im Osten und den Bundesstaat Nagaland (Distrikte Dimapur und Peren) im Südosten.

## Geschichte
Das Gebiet des Distrikts Karbi Anglong war in früheren Zeiten Teil des Kachari-Königreichs. Im 19. Jahrhundert kam der Nordteil des Königreichs mit dem heutigen Karbi Anglong unter die Herrschaft eines Usurpators namens Tularam. Nach seinem Tode 1854 wurde sein Territorium unter der „Doctrine of Lapse“ annektiert und dem Distrikt Nowgong (Nagaon) zugeschlagen. Nach der indischen Unabhängigkeit wurde das Gebiet 1951 aus dem Distrikt Nagaon gelöst und zusammen mit Teilen der Distrikte Cachar, Sivasagar (Distrikt), und Khasi and Jaintia Hills zum Distrikt United Mikir and North Cachar Hills zusammengelegt. Dieser wurde 1970 wiederum in die Distrikte Mikir Hills und North Cachar Hills (seit 2010 Dima Hasao) geteilt. 2010 wurde der Distrikt Mikir Hills nach der größten Volksgruppe der Karbi in Karbi Anglong umbenannt.
In dem Distrikt sind oder waren verschiedene separatistische Organisationen aktiv. Besonders die Stammesangehörigen der Karbi wollen ihre Autonomiebestrebungen bewaffnet durchsetzen. So ist die Karbi Longri North Cachar Hills Liberation Front (KLNLF), die sich 2004 von der seit 2000 bestehenden United Peoples Democratic Solidarity (UPDS) abspaltete, eine der aktivsten Gruppen.
Bereits seit 1987 besteht die, wohl von der indischen Regierungsseite als Gegengewicht zur NSNC der Nagas gesponserte Kuki National Front (KNF). Ebenfalls für Sonderrechte der Eingeborenen tritt seit 2006 die All Adivasi National Liberation Army (AANLA) ein. Keine dieser Gruppen dürfte über mehr als 150 Mitglieder verfügen. Im Jahr 2015 trennte sich der Zilla (Kreis) Donka vom Distrikt Karbi Anglong ab und wurde zum Distrikt West Karbi Anglong.

## Bevölkerung

### Gebietsstand 2011
Nach der Volkszählung 2011 hat der Distrikt Karbi Anglong 956.313 Einwohner. Bei 102 Einwohnern pro Quadratkilometer ist der Distrikt dicht besiedelt. Der Distrikt ist überwiegend ländlich geprägt. Von den 956.313 Bewohnern wohnen 843.347 Personen (88,19 %) auf dem Land und 112.966 Menschen in städtischen Gemeinden.
Der Distrikt Karbi Anglong gehört zu den Gebieten Indiens, die in hoher Zahl von Angehörigen der „Stammesbevölkerung“ (scheduled tribes) besiedelt sind. Zu ihnen gehörten (2011) 538.738 Personen (56,33 Prozent der Distriktsbevölkerung). Es gibt 44.961 Dalits (scheduled castes; 4,70 Prozent der Distriktsbevölkerung) im Distrikt.
Die Bevölkerung besteht mehrheitlich aus Leuten, die im Distrikt geboren wurden. Von den Bewohnern sind 853.395 Personen (89,24 Prozent der Bewohner) im Distrikt geboren. Insgesamt 32.513 Personen wurden in anderen indischen Bundesstaaten geboren (darunter 9.645 Personen in Nagaland, 8.006 Personen in Bihar, 4.720 Personen in Uttar Pradesh, 1.992 Personen in Tripura, 1.738 in Manipur, 1.606 in Meghalaya und 1.417 Personen in Westbengalen). Von den 3.739 im Ausland geborenen Personen sind 1.772 aus Nepal und 1.307 aus Bangladesch.

### Gebietsstand 2019
Der Distrikt zählte bei der Volkszählung 2011 660.955 Einwohner. Die Bevölkerungsdichte betrug 93 Personen pro Quadratkilometer. Von den 660.955 Einwohnern wohnen 565.852 Personen (85,61 Prozent der Distriktsbevölkerung) auf dem Land und 95.103 Menschen in städtischen Gemeinden.
Die Angehörigen der „Stammesbevölkerung“ (scheduled tribes) zählten (2011) 345.220 Personen (52,23 Prozent der Distriktsbevölkerung). Es gab 2011 33.523 Dalits (scheduled castes; 5,07 Prozent der Distriktsbevölkerung) im Distrikt.

### Bevölkerungsentwicklung
Wie überall in Indien wächst die Einwohnerzahl im Distrikt Karbi Anglong seit Jahrzehnten stark an. Die Zunahme betrug in den Jahren 2001–2011 17,6 Prozent (17,58 %). In diesen zehn Jahren nahm die Bevölkerung um rund 143.000 Menschen zu. Die Entwicklung verdeutlicht folgende Tabelle:

### Bedeutende Orte
Im Distrikt gibt es nur zwei Orte mit mehr als 10.000 Einwohnern. Hinzu kommen drei weitere Orte, die als Städte (notified towns) gelten.

### Bevölkerung des Distrikts nach Geschlecht
Der Distrikt hatte – für Indien üblich – stets mehr männliche als weibliche Einwohner. Doch bis in die jüngste Zeit war der Männerüberhang selbst für indische Verhältnisse überdurchschnittlich hoch. Bei den jüngsten Bewohnern (151.681 Personen unter 7 Jahren) liegen die Anteile bei 77.428 Personen männlichen (51,05 Prozent) zu 74.253 Personen (48,95 Prozent) weiblichen Geschlechts.
| Verteilung der Bevölkerung nach Geschlecht im Distrikt Karbi Anglong |                   |                   |                   |                   |                   |                   |                   |                   |                   |                   |                   |                   |
|                                                                      | Volkszählung 1961 | Volkszählung 1961 | Volkszählung 1971 | Volkszählung 1971 | Volkszählung 1981 | Volkszählung 1981 | Volkszählung 1991 | Volkszählung 1991 | Volkszählung 2001 | Volkszählung 2001 | Volkszählung 2011 | Volkszählung 2011 |
| Anzahl                                                               | Anteil            | Anzahl            | Anteil            | Anzahl            | Anteil            | Anzahl            | Anteil            | Anzahl            | Anteil            | Anzahl            | Anteil            |                   |
| GESAMT                                                               | 225.407           | 100 %             | 379.310           | 100 %             | –                 | -                 | 662.723           | 100 %             | 813.311           | 100 %             | 956.313           | 100 %             |
| Männer                                                               | 121.040           | 53,70 %           | 202.347           | 53,35 %           | –                 | −                 | 347.607           | 52,45 %           | 422.250           | 51,92 %           | 490.167           | 51,26 %           |
| Frauen                                                               | 104.367           | 46,30 %           | 176.963           | 46,65 %           | –                 | −                 | 315.116           | 47,55 %           | 391.061           | 48,08 %           | 466.146           | 48,74 %           |

### Bevölkerung des Distrikts nach Sprachen
Unter der Stammesbevölkerung sind verschiedene tibetobirmanische Sprachen verbreitet. Amtssprache ist das Assamesische, die Hauptsprache Assams. Daneben ist auch Karbi als offizielle Sprache anerkannt, in der Verwaltung dominiert aber Englisch.
Karbi ist die weitverbreitetste Sprache im Distrikt. Mehrheitssprache ist sie allerdings nur im Zilla Silonijan mit 53.706 Personen (58,85 Prozent der Bevölkerung). In den beiden anderen Zillas liegt der Anteil bei 48,77 Prozent in Phuloni (136.468 Personen) und 34,60 Prozent in Diphu (100.282 Personen).
Neben Karbi sprechen im Zilla Diphu 42.453 Personen (14,65 Prozent der Bevölkerung) Bengali, 24.682 Personen (8,52 Prozent der Bevölkerung) Nepali, 23.117 Personen (7,98 Prozent der Bevölkerung) Assami, 14.265 Personen (4,92 Prozent der Bevölkerung) Dimasa und 13.591 Personen (4,69 Prozent der Bevölkerung) Hindi.
Im Zilla Phuloni sprechen 40.970 Personen (14,64 Prozent der Bevölkerung) Bengali, 33.551 Personen (11,99 Prozent der Bevölkerung) Bodo/Boro, 24.837 Personen (8,88 Prozent der Bevölkerung) Assami und 10.065 Personen (3,60 Prozent der Bevölkerung) Hindi.
Und im Zilla Silonijan sprechen 11.126 Personen (12,19 Prozent der Bevölkerung) Assami, 5.630 Personen (6,17 Prozent der Bevölkerung) Sadan/Sadri, 3.669 Personen (4,02 Prozent der Bevölkerung) Nepali, 2.642 Personen (2,90 Prozent der Bevölkerung) Bengali, 2.397 Personen (2,63 Prozent der Bevölkerung) Odia/Oriya und 2.113 Personen (2,32 Prozent der Bevölkerung) Rengma.
Die meistgesprochenen Sprachen zeigt die folgende Tabelle:
| Jahr                                                                                      | Karbi/Mikir | Karbi/Mikir | Bengali | Bengali | Assami | Assami | Nepali | Nepali | Bhojpuri | Bhojpuri | Bodo   | Bodo | Hindi  | Hindi | Garo   | Garo | Dimasa | Dimasa | Lalung | Lalung | Sadan/Sadri | Sadan/Sadri | Kuki  | Kuki | Khasi | Khasi | Gesamt  | Gesamt   |
| Jahr                                                                                      | Zahl        | %           | Zahl    | %       | Zahl   | %      | Zahl   | %      | Zahl     | %        | Zahl   | %    | Zahl   | %     | Zahl   | %    | Zahl   | %      | Zahl   | %      | Zahl        | %           | Zahl  | %    | Zahl  | %     | Zahl    | %        |
| ----------------------------------------------------------------------------------------- | ----------- | ----------- | ------- | ------- | ------ | ------ | ------ | ------ | -------- | -------- | ------ | ---- | ------ | ----- | ------ | ---- | ------ | ------ | ------ | ------ | ----------- | ----------- | ----- | ---- | ----- | ----- | ------- | -------- |
| 2011                                                                                      | 437.203     | 45,72       | 103.459 | 10,82   | 72.926 | 7,63   | 51.496 | 5,38   | 44.970   | 4,70     | 42.994 | 4,50 | 33.841 | 3,54  | 24.996 | 2,61 | 21.764 | 2,28   | 17.227 | 1,80   | 12.588      | 1,32        | 9.177 | 0,96 | 7.779 | 0,81  | 956.313 | 100,00 % |
| 2011                                                                                      | 290.456     | 43,94       | 86.065  | 13,02   | 59.080 | 8,94   | 30.870 | 4,67   | 14.347   | 2,17     | 39.247 | 5,94 | 24.458 | 3,70  | 8.066  | 1,22 | 17.492 | 2,65   | 1.184  | 0,18   | 12.572      | 1,90        | 9.169 | 1,39 | 1.021 | 0,15  | 660.955 | 100,00 % |
| Quelle: Ergebnis der Volkszählung 2011; oben – Gebietsstand 2011; unten – heutiges Gebiet |             |             |         |         |        |        |        |        |          |          |        |      |        |       |        |      |        |        |        |        |             |             |       |      |       |       |         |          |

### Bevölkerung des Distrikts nach Bekenntnissen
Eine Mehrheit der Bevölkerung ist hinduistisch. Denn zugewanderte Hindi sowie die Mehrheit der Assami, Bengali, Dimasa und Karbi sind Hindus. Die Hindus sind in allen drei verbliebenen Zillas in der Mehrheit. Die Anteile schwanken zwischen 56,75 Prozent im Zilla Silonijan und 92,91 Prozent im Zilla Phuloni.
In allen drei Zillas gibt es bedeutende christliche Minderheiten. Im Zilla Diphu sind es 48.150 Personen (16,61 Prozent der Bevölkerung), im Zilla Phuloni 15.637 Personen (5,59 Prozent der Bevölkerung) und im Zilla Silonijan 37.464 Personen (41,05 Prozent der Bevölkerung). Die Khasi, Garo und Kuki sind Christen. Und eine Minderheit von rund 18 Prozent der Karbi ebenfalls.
Im Zilla Diphu gibt es zudem mit 16.552 Personen (5,71 Prozent der Bevölkerung) eine bedeutende muslimische Minderheit.
Die genaue religiöse Zusammensetzung der Bevölkerung zeigt folgende Tabelle:
| Jahr                                                                                      | Buddhisten | Buddhisten | Christen | Christen | Hindus  | Hindus | Jainas | Jainas | Muslime | Muslime | Sikhs | Sikhs | Andere | Andere | keine Angaben | keine Angaben | Gesamt  | Gesamt   |
| Jahr                                                                                      | Zahl       | %          | Zahl     | %        | Zahl    | %      | Zahl   | %      | Zahl    | %       | Zahl  | %     | Zahl   | %      | Zahl          | %             | Zahl    | %        |
| ----------------------------------------------------------------------------------------- | ---------- | ---------- | -------- | -------- | ------- | ------ | ------ | ------ | ------- | ------- | ----- | ----- | ------ | ------ | ------------- | ------------- | ------- | -------- |
| 2011                                                                                      | 6.260      | 0,65       | 157.789  | 16,50    | 766.000 | 80,10  | 397    | 0,04   | 20.290  | 2,12    | 370   | 0,04  | 3.568  | 0,37   | 1.639         | 0,17          | 956.313 | 100,00 % |
| 2011                                                                                      | 5.767      | 0,87       | 101.251  | 15,32    | 531.167 | 80,36  | 337    | 0,05   | 19.057  | 2,88    | 313   | 0,05  | 1.741  | 0,26   | 1.322         | 0,20          | 660.955 | 100,00 % |
| Quelle: Ergebnis der Volkszählung 2011; oben – Gebietsstand 2011; unten – heutiges Gebiet |            |            |          |          |         |        |        |        |         |         |       |       |        |        |               |               |         |          |

## Bildung
Dank bedeutender Anstrengungen ist die Alphabetisierung in den letzten Jahrzehnten stark gestiegen. Im städtischen Bereich können über 87 Prozent lesen und schreiben. Auf dem Land sind es dagegen nur zwei von drei Bewohnern. Typisch für indische Verhältnisse sind die starken Unterschiede zwischen den Geschlechtern und der Stadt-/Landbevölkerung.
| Alphabetisierung im Distrikt Karbi Anglong |                   |                   |
| Einheit                                    | Volkszählung 2011 | Volkszählung 2011 |
| Einheit                                    | Anzahl            | Anteil            |
| GESAMT                                     | 557.214           | 69,25 %           |
| Männer                                     | 314.253           | 76,14 %           |
| Frauen                                     | 242.961           | 62,00 %           |
| STADT GESAMT                               | 87.104            | 87,37 %           |
| Stadt-Männer                               | 47.039            | 91,56 %           |
| Stadt-Frauen                               | 40.065            | 82,92 %           |
| LAND GESAMT                                | 470.110           | 66,69 %           |
| Land-Männer                                | 267.214           | 73,95 %           |
| Land-Frauen                                | 202.896           | 59,05 %           |
| Quelle: Ergebnis der Volkszählung 2011     |                   |                   |

## Politik und Verwaltung
Nach dem sechsten Anhang zur indischen Verfassung, der besondere Bestimmungen für die Stammesgebiete in den indischen Nordostbundesstaaten vorsieht, besitzt Karbi Anglong einen Autonomiestatus. Der Distrikt wird durch einen Autonomierat (Karbi Anglong Autonomous Council) selbstverwaltet. Dieser hat 30 Mitglieder, von denen 26 gewählt und die restlichen vier vom Gouverneur von Assam nominiert werden.
Der Distrikt war bei der letzten Volkszählung 2011 in vier Zillas (Kreise) aufgeteilt. Seit der Abspaltung des Westteils im Jahr 2015 sind es nur noch drei Zillas.
| Bevölkerung in den Zillas |         |         |         |         |           |           |
|                           | Diphu   | Diphu   | Phuloni | Phuloni | Silonijan | Silonijan |
| Anzahl                    | Anteil  | Anzahl  | Anteil  | Anzahl  | Anteil    |           |
| GESAMT                    | 289.850 | 100 %   | 279.848 | 100 %   | 91.257    | 100 %     |
| Männer                    | 150.597 | 51,96 % | 141.653 | 50,62 % | 46.730    | 51,21 %   |
| Frauen                    | 139.253 | 48,04 % | 138.195 | 49,38 % | 44.527    | 48,79 %   |
| Stadt                     | 84.182  | 29,04 % | 10.921  | 3,90 %  | 0         | 0 %       |
| Land                      | 205.668 | 70,96 % | 268.927 | 96,10 % | 91.257    | 100 %     |